# Albyn
Albyn war eine Whiskybrennerei in Campbeltown, Argyll and Bute, Schottland. Sie ist nicht zu verwechseln mit der ehemaligen Glen-Albyn-Brennerei in Inverness.
Die Brennerei wurde 1830 von William McKersie gegründet und verblieb bis zu ihrer Schließung im Jahre 1927 in Familienbesitz, zu dem auch die Lochruan-Brennerei gehörte.
Als Alfred Barnard im Rahmen seiner später beschriebenen Whiskyreise im Jahre 1885 die Brennerei besuchte, verfügte sie über eine jährliche Produktionskapazität von 85.000 Gallonen. Es standen drei Brennblasen mit Kapazitäten von 2500, 1650 beziehungsweise 580 Gallonen zur Verfügung. Ob der Whisky jedoch dreifach gebrannt wurde oder zwei der Blasen parallel zum Feinbrennen verwendet wurde, ist nicht beschrieben. Ebenso wie weitere Brennereien Campbeltowns verwendete auch Albyn Wasser aus dem Crosshill Loch zum Einmaischen.
Wie viele Brennereien Campbeltowns wurde auch Albyn in den 1920er Jahren während der Prohibition in den Vereinigten Staaten geschlossen. Die Gebäude wurden verkauft und anderweitig genutzt bis schließlich 2005 die letzten Überreste der Brennerei abgerissen wurden.